# 伯爾塞什蒂鄉
45°55′00″N 26°44′00″E / 45.9167°N 26.7333°E
伯爾塞什蒂鄉（羅馬尼亞語：Comuna Bârsești, Vrancea），是羅馬尼亞的鄉份，位於該國東部，由弗朗恰縣負責管轄，面積15平方公里，海拔高度424米，2002年人口1,610，人口密度每平方公里111人。